# Sternocoelis otini
Sternocoelis otini är en skalbaggsart som beskrevs av Henri de Peyerimhoff 1949. Sternocoelis otini ingår i släktet Sternocoelis och familjen stumpbaggar. Inga underarter finns listade i Catalogue of Life.